# Mazzantiella sepium
Mazzantiella sepium är en svampart som först beskrevs av Paul Brunaud, och fick sitt nu gällande namn av Franz Xaver von Höhnel 1925. Mazzantiella sepium ingår i släktet Mazzantiella och familjen Diaporthaceae.   Inga underarter finns listade i Catalogue of Life.